# 合流超几何函数
在特殊函数中，合流超几何函数（confluent hypergeometric function）定义为合流超几何方程的解。它是高斯超几何函数的极限情形，相当于超几何方程中的两个正则奇点 1 和 ∞ 合流为一个非正则奇点 ∞，因而得名。
根据所选择的参变量与宗量的不同，合流超几何函数有多种标准形式，常见的有：
- Kummer 函数（第一类合流超几何函数）M(a,b,z) 是 Kummer 方程的解。注意有另一个相异且无关的函数也被称为 Kummer 函数；
- Tricomi 函数（第二类合流超几何函数）U(a,b,z)是 Kummer 方程的另一个线性无关的解，有时会写成 Ψ(a,b,z)；
- 惠泰克函数 是惠泰克方程的解，惠泰克方程里的参数与 Kummer 方程的参数所对应的李代数参数相关[注 1]；

## Kummer 方程
根据广义超几何函数的性质，超几何函数 w(z)=1F1(a;b;z) 满足的微分方程为：
{\displaystyle z\left(z{\frac {\rm {d}}{{\rm {d}}z}}+a\right)w=z{\frac {\rm {d}}{{\rm {d}}z}}\left(z{\frac {\rm {d}}{{\rm {d}}z}}+b-1\right)w}.
展开后就得到 Kummer 方程，
{\displaystyle z{\frac {\mathrm {d} ^{2}w}{\mathrm {d} z^{2}}}+(b-z){\frac {\mathrm {d} w}{\mathrm {d} z}}-aw=0},
它在正则奇点 0 附近的一个正则解为 Kummer 函数：
{\displaystyle M(a,b,z)=\,{}_{1}F_{1}(a;b;z)=\sum _{n=0}^{\infty }{\frac {(a)^{(n)}}{(b)^{(n)}}}{\frac {z^{n}}{n!}}}
式中 (a)(n) 是升阶乘的 Pochhammer 记号。
Kummer 函数是高斯超几何函数的极限情形：
{\displaystyle {}_{1}F_{1}(a;c;z)=\lim _{b\rightarrow \infty }\,{}_{2}F_{1}(a,b;c;{\tfrac {z}{b}})}
高斯超几何方程在正则奇点 0 附近的另一个正则解为：
{\displaystyle z^{1-c}\,_{2}F_{1}(1+a-c,1+b-c;2-c;z)}
按照相同的极限过程，可知 Kummer 方程的另一个正则解为（这里的 b 等同于上式的 c）：
{\displaystyle z^{1-b}\,_{1}F_{1}(1+a-b;2-b;z)}
但是，传统上并不把这个正则解定义为第二类合流超几何函数。Tricomi 函数定义为它们的线性组合：
{\displaystyle U(a,b,z)={\frac {\Gamma (1-b)}{\Gamma (a-b+1)}}M(a,b,z)+{\frac {\Gamma (b-1)}{\Gamma (a)}}z^{1-b}M(a-b+1,2-b,z).}
它与另一个广义超几何函数有下列关系：
{\displaystyle U(a,b,z)=z^{-a}\cdot {}_{2}F_{0}(a,a-b+1;;-z^{-1})}
但此时上面的超几何函数对应的级数不收敛，需要通过另外的方式来定义（如积分表达式）。更常见的是下面的表述，它将 2F0 对应的超几何级数视为渐近级数。
{\displaystyle U(a,b,z)\approx z^{-a}\cdot {}_{2}F_{0}(a,a-b+1;;-z^{-1}),\quad z\rightarrow \infty ,|\arg z|<{\frac {3\pi }{2}}}
Kummer 函数是整函数，而 Tricomi 函数一般有奇点 0。

### 可转化为 Kummer 方程的二阶线性常微分方程
大部分系数为自变量 z 的一次函数的二阶线性常微分方程都可以通过变量代换转换成 Kummer 方程。对方程
{\displaystyle (A+Bz){\frac {d^{2}w}{dz^{2}}}+(C+Dz){\frac {dw}{dz}}+(E+Fz)w=0}
先将 A+Bz 用一个新的 z 代换，就可以将二阶项前面的系数化为 Kummer 方程的形式：
{\displaystyle z{\frac {d^{2}w}{dz^{2}}}+(C+Dz){\frac {dw}{dz}}+(E+Fz)w=0}
这里的 C,D,E,F 是作代换后得到的新的值。然后将 z 用 (D2-4F)-1/2z 代换，并将整个式子乘以相同的常数，得到：
{\displaystyle z{\frac {d^{2}w}{dz^{2}}}+\left(C+{\frac {D}{\sqrt {D^{2}-4F}}}z\right){\frac {dw}{dz}}+\left({\frac {E}{\sqrt {D^{2}-4F}}}+{\frac {F}{D^{2}-4F}}z\right)w=0}
它的解为，
{\displaystyle w(z)=\exp[-(1+{\tfrac {D}{\sqrt {D^{2}-4F}}}){\tfrac {z}{2}}]f(z),\quad f(z)=k_{1}M(a,C,z)+k_{2}U(a,C,z),\quad a=(1+{\tfrac {D}{\sqrt {D^{2}-4F}}}){\tfrac {C}{2}}-{\tfrac {E}{\sqrt {D^{2}-4F}}},k_{1},k_{2}\in \mathbb {C} }

### 李代数参数与惠泰克方程
Kummer 方程的李代数参数定义为
{\displaystyle \alpha =b-1,\theta =2a-b,}
其中第一个李代数参数是 z=0 处两个正则解的指标之差。而第二个李代数参数对于 z=0 处的两个正则解给出相同的值。这时 z=0 处的两个正则解可以表示为
{\displaystyle F_{\alpha ,\theta }(z){\text{ and }}z^{-\alpha }F_{-\alpha ,\theta }(z)}
惠泰克方程的形式为：
{\displaystyle {\frac {\mathrm {d} ^{2}w}{\mathrm {d} z^{2}}}+\left(-{\frac {1}{4}}+{\frac {\kappa }{z}}+{\frac {1/4-\mu ^{2}}{z^{2}}}\right)w=0.}
它的两个线性无关的解为惠泰克函数，与第一类、第二类合流超几何函数有下列关系：
{\displaystyle M_{\kappa ,\mu }\left(z\right)=\exp \left(-z/2\right)z^{\mu +{\tfrac {1}{2}}}M\left(\mu -\kappa +{\frac {1}{2}},1+2\mu ;z\right)}
{\displaystyle W_{\kappa ,\mu }\left(z\right)=\exp \left(-z/2\right)z^{\mu +{\tfrac {1}{2}}}U\left(\mu -\kappa +{\frac {1}{2}},1+2\mu ;z\right)}
注意到
{\displaystyle M_{\kappa ,\mu }\left(z\right)=\exp \left(-z/2\right)z^{\mu +{\tfrac {1}{2}}}F_{2\mu ,-2\kappa }(z)}
故惠泰克方程中的参数实际上与 Kummer 方程对应的李代数参数等价，两者之间只差一个常数倍。

## 积分表示
合流超几何函数的很多性质可以通过高斯超几何函数得到，高斯超几何函数的积分表示为：
{\displaystyle \mathrm {B} (a,c-a)\,{}_{2}F_{1}(a,b;c;{\tfrac {z}{b}})=\int _{1}^{\infty }t^{b-c}(t-1)^{c-a-1}(t-{\tfrac {z}{b}})^{-b}\mathrm {d} t=\int _{1}^{\infty }t^{-c}(t-1)^{c-a-1}(1-{\tfrac {z}{bt}})^{-b}\mathrm {d} t,\Re (c)>\Re (a)>0,|\arg(1-{\tfrac {z}{b}})|<\pi }
式中的 Β 是beta函数。
两边取极限后就得到（第一类）合流超几何函数的积分表示：
{\displaystyle \mathrm {B} (a,c-a)\,{}_{1}F_{1}(a;c;z)=\int _{1}^{\infty }t^{-c}(t-1)^{c-a-1}e^{\tfrac {z}{t}}\mathrm {d} t,\Re (c)>\Re (a)>0}
第二类合流超几何函数的积分表示为：
{\displaystyle \Gamma (a)U(a,b,z)=\int _{0}^{\infty }e^{-zt}t^{a-1}(1+t)^{b-a-1}\,dt,\quad \Re (a)>0}

## 变换公式
高斯超几何函数的 Pfaff 变换公式为：
{\displaystyle {}_{2}F_{1}(a,b;c;{\tfrac {z}{b}})=(1-{\tfrac {z}{b}})^{-b}\,{}_{2}F_{1}(c-a,b;c;{\tfrac {1}{b}}{\tfrac {bz}{z-b}}),\quad |\arg(1-{\tfrac {z}{b}})|<\pi }
两边取极限得到（第一类）合流超几何函数的 Kummer 变换公式：
{\displaystyle {}_{1}F_{1}(a;c;z)=e^{z}\,{}_{1}F_{1}(c-a;c;-z)}
第二类合流超几何函数的 Kummer 变换公式为：
{\displaystyle U(a,b,z)=z^{1-b}U\left(1+a-b,2-b,z\right)}.

## 特殊情形
很多特殊函数都是合流超几何函数的特殊情形。

### 柱函数
第一类、第二类虚宗量贝塞尔函数可以分别表示为：
{\displaystyle I_{\nu }(z)={\frac {z^{\nu }}{2^{\nu }e^{z}\Gamma (\nu +1)}}M(\nu +{\frac {1}{2}},2\nu +1,z)}
{\displaystyle K_{\nu }(z)={\sqrt {\pi }}(2z)^{\nu }e^{-z}U(\nu +{\frac {1}{2}},2\nu +1,z)}

### Γ, 误差函数
不完全伽玛函数可以表示为：
{\displaystyle \gamma (a,z)={\frac {z^{a}}{a}}M(a,a+1,-z),\quad a\notin \mathbb {Z} _{0}^{-}}
{\displaystyle \Gamma (a,z)=e^{-z}U(1-a,1-a,z)}
误差函数可以表示为：
{\displaystyle \operatorname {erf} (z)={\frac {2z}{\sqrt {\pi }}}M({\frac {1}{2}},{\frac {3}{2}},-z^{2})}

### 正交多项式及相关函数
拉盖尔函数可以表示为：
{\displaystyle L_{n}^{(\alpha )}(z)={n+\alpha  \choose n}M(-n,\alpha +1,z),\quad \alpha \notin \mathbb {Z} ^{-}}
其中的二项式系数用贝塔函数来定义。
（物理学上的）厄米多项式可以表示为：
{\displaystyle H_{n}(z)=2^{n}U(-{\frac {n}{2}},{\frac {1}{2}},z^{2}),\quad n\in \mathbb {Z} _{0}^{+},\Re (z)>0}

## 注
1. 1 2  关于李代数参数，详见超几何函数